# Racing 92
Maillots
Actualités
Dernière mise à jour : 20 août 2025.
Le Racing 92, anciennement Racing Club de France Rugby jusqu'en 2001, puis Racing Métro 92 jusqu'au 10 juin 2015, est un club français de rugby à XV fondé à Paris en 1890 en tant que section rugby du Racing Club de France et basé aujourd'hui au Plessis-Robinson dans le département des Hauts-de-Seine, dans la banlieue ouest de la capitale.
Ancien pensionnaire du stade olympique Yves-du-Manoir de Colombes, il joue actuellement à la Paris La Défense Arena de Nanterre et s'entraîne au Plessis-Robinson où se trouve son siège.
Le Racing 92 est sextuple champion de France (1892, 1900, 1902, 1959, 1990, 2016) dont le premier championnat de l'histoire en 1892, un de Pro D2, une Coupe de l'Espérance et quinze titres de champions de France dans les catégories de jeunes, en incluant le palmarès des deux clubs fondateurs. Il est depuis 2006 présidé par Jacky Lorenzetti, actuel actionnaire majoritaire du club après avoir racheté la majorité des parts de la SASP. L'équipe première évolue dans le Top 14 depuis 2009. Elle est championne de France 6 fois, dont la dernière en 2016 au Camp Nou, devant 99 124 spectateurs (record mondial de spectateurs pour un match de rugby entre clubs).

## Histoire

### Triple champion de France 1892, 1900 et 1902

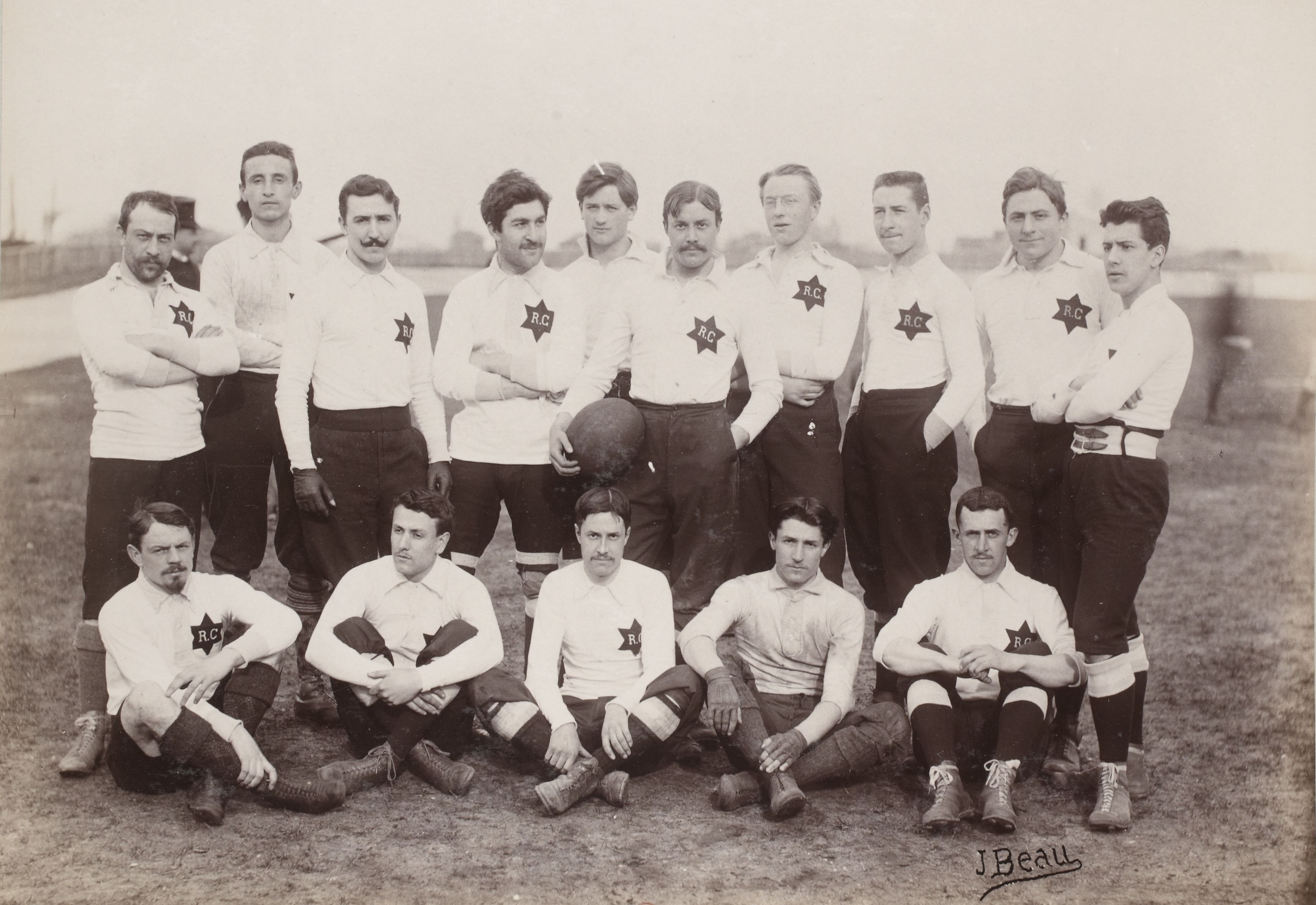
Le Racing-Paris version 1897.

Le Racing Club, fondé en 1882, était à l’origine une association vouée à l’athlétisme. Devenu Racing club de France en 1885, il ajoute régulièrement de nouvelles sections (17 en 2006, pour 20 000 licenciés), dont celle de rugby à XV, créée en 1890. Le Racing devient alors un protagoniste majeur du rugby français. Le club remporte le premier championnat de France en un match unique, le 20 mars 1892, en battant le Stade français Paris rugby 4-3. L’année suivante, les stadistes prennent leur revanche (7-3). Le Racing termine deuxième de la compétition disputée uniquement par les clubs parisiens jusqu’en 1898 avant d’être sacré à deux reprises en 1900 et en 1902 face au Stade bordelais. Enfin, il s’incline en finale contre le Stade toulousain en 1912. Il remporte la Coupe de l'Espérance, qui fait office de championnat pendant la Première Guerre mondiale en 1918, puis participe à la première finale d’après-guerre, qu’il perd contre le Stadoceste tarbais.
En 1907, le club délaisse Paris pour s'installer au stade du Matin, tout juste construit et situé dans la banlieue ouest de Colombes.

### Vainqueur de la Coupe de l'Espérance 1918
En raison de la Première Guerre mondiale et d'un grand nombre de joueurs directement concernés par le conflit, le championnat n'est pas joué. Une Coupe de l'Espérance concernait donc essentiellement de jeunes joueurs, pas encore appelés sous les drapeaux est alors créée par l'Union des sociétés françaises de sports athlétiques en 1915.
En 1918, le Racing CF remporte la 3e édition au Stade du Matin à Colombes face au FC Grenoble.

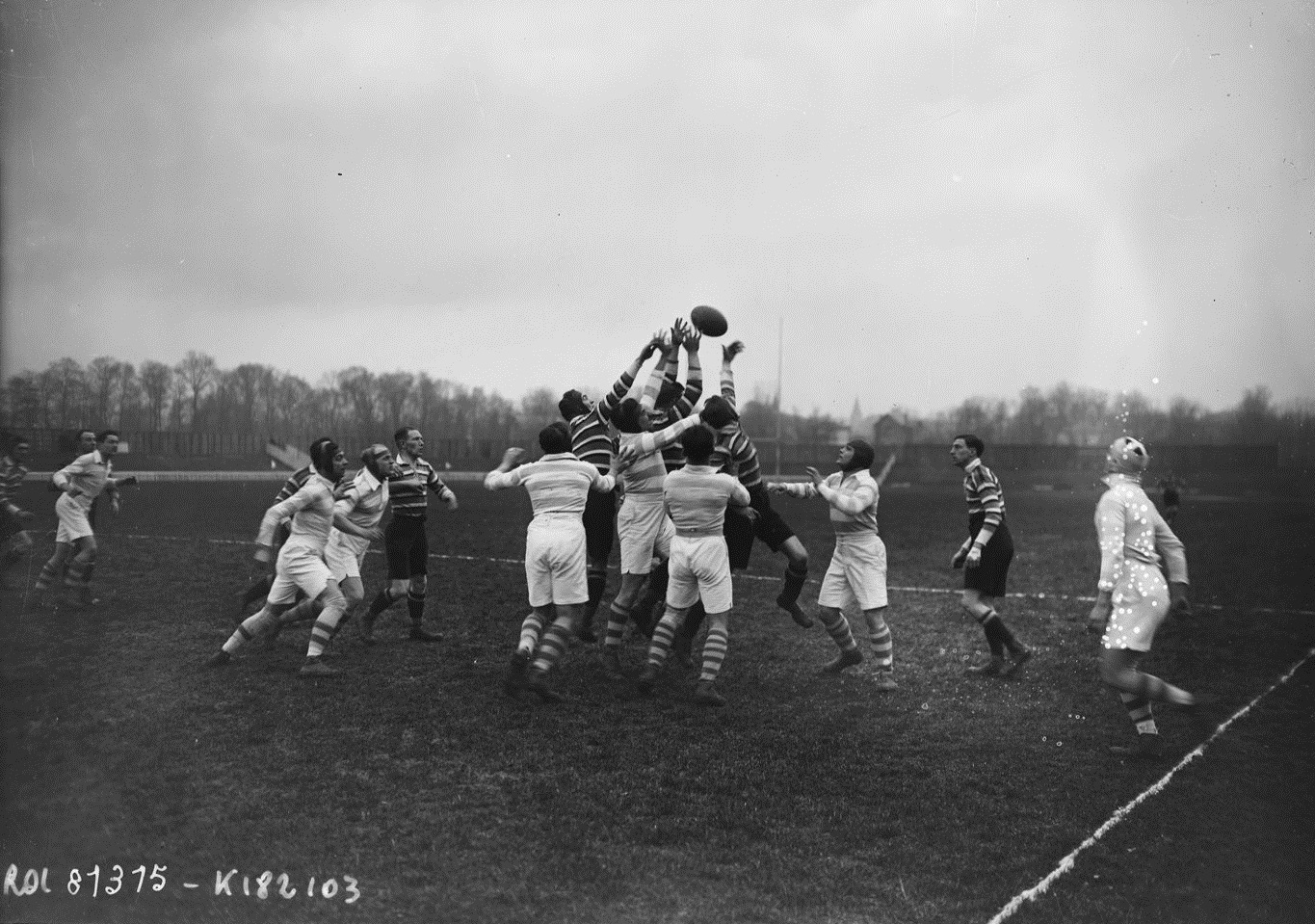
Match Racing-Leicester à Colombes en 1923.

Au début des années 1920, presque toutes les sections du Racing Club de France, dont celle du rugby à XV sont basés à Colombes vu que le club omnisports est locataire du stade. Ce dernier est agrandi pour la réception des Jeux olympiques de Paris de 1924 et devient alors le plus grand stade français et francilien.
Le Racing est le fondateur du Challenge Yves du Manoir, du nom d’un de ses ouvreurs, huit fois international, mort à 23 ans, et symbole de l’insouciance du jeu (voir Couleurs et esprit).
En son hommage, le stade olympique de Colombes porte son nom à partir de 1928 et s'appelle désormais officiellement stade olympique Yves-du-Manoir.

### Champion de France 1959
Le club connaît à nouveau le succès dans les années 1950, avec deux finales perdues en  1950 contre Castres et 1957 contre Lourdes, et un titre en 1959, sous la houlette du Béarnais François Moncla, avec à ses côtés Michel Crauste qui devait partir pour Lourdes la saison suivante (où il remporte aussitôt un nouveau titre).

### Vice-champion de France 1987
Il faudra attendre près de 30 ans avant de revoir le maillot ciel et blanc en finale. En 1987, 3 ans seulement après sa remontée en première division, le club s’incline face à Toulon après avoir éliminé le Stade toulousain en demi-finale.

### Champion de France 1990
Le Racing est battu en quart de finale 1988 puis en huitièmes de finale en 1989 avant de connaître, en 1990, sa cinquième consécration en battant successivement Grenoble en quart sur un essai refusé à tort aux alpins,, le Stade Toulousain 21-14 comme 3 ans plus tôt en demi-finale puis le SU Agen en finale (22-12 après prolongations).
Le Racing était alors emmené par une génération exceptionnelle avec notamment Franck Mesnel, Jean-Baptiste Lafond, Philippe Guillard, Laurent Bénézech ou Éric Blanc.
L’année suivante, le Stade toulousain prendra sa revanche en éliminant les Franciliens en demi-finale du Championnat à Bordeaux 13-12 et en quart de finale du Challenge 25-15 à Brive.

### Déclin et rétrogradation
Le déclin s’amorce peu après car les changements des années 1990 dans le rugby ne se firent pas sans heurts au sein d’une institution aussi attachée à l’esprit amateur et qui rejeta longtemps le professionnalisme.
En 1992, le Racing est éliminé en huitième de finale du Championnat par Grenoble et en demi-finale du Challenge par Narbonne.
La saison 1993 offrait de grands espoirs avec notamment la reconstitution de la paire de centre toulousainne Denis Charvet et Éric Bonneval mais ce dernier, handicapé par une ancienne blessure au genou jouera finalement peu et le Racing échouera à se qualifier pour le Top 16 en Championnat.
Christian Lanta quitte alors son piste et Robert Paparemborde revient comme entraîneur principal.
Deuxième de sa poule de Championnat en 1994, le Racing se qualifie pour le Top 16 mais échoue à se qualifier pour les quarts de finale, devancés par les mammouths de Grenoble, revanchards après avoir perdu une finale de championnat
controversée la saison précédente et Montferrand, futur vice-champion de France.
Robert Paparemborde se retire pour laisser la place à Bob Dwyer, l'entraîneur champion du monde avec l'Australie en 1991 mais c'est un échec.
Dernier de sa poule, l’équipe est ensuite relégué une première fois en 1996.

### Champion de France du groupe A2 1998

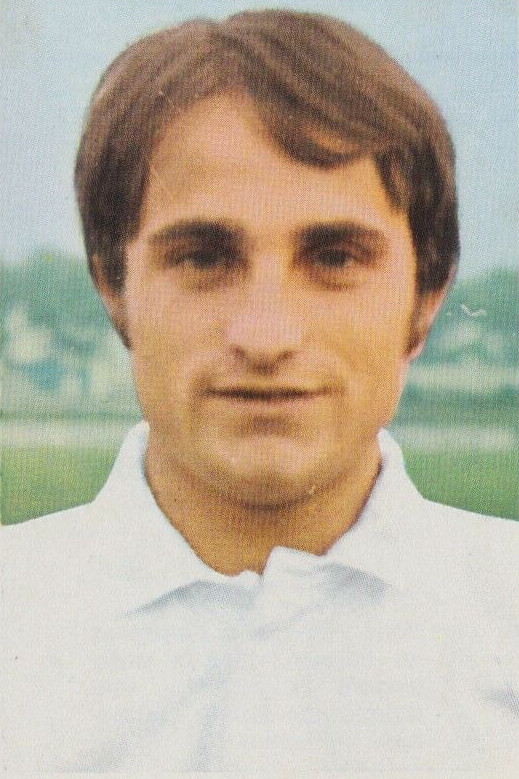
Jacques Fouroux «Le Petit Caporal», entraînera une année le club.

L'équipe entraîné par Christophe Mombet et emmené par le capitaine Olivier Beaudon, les emblématiques Darren Adams, Patrick Goirand, John Daniell et les sa jeune formation Alexandre Audebert, Nicolas Le Roux remportent le championnat de France du groupe A2 en 1998.
Puis la relégation arrive de nouveau en 2000.

### Fusion avec l'US métro 2001
Propriétaire du club depuis 1999, l'entreprise Eden Park, fondée par des anciens du club (Franck Mesnel, Éric Blanc et Jean-Baptiste Lafond entre autres) tente de donner un nouveau souffle, en se rapprochant de l’US métro, le club sportif de la RATP. Les deux équipes seniors fusionnent en 2001, sous le nom de Métro Racing 92, dans le cadre d’une Société anonyme sportive professionnelle appelée Racing Club de France rugby. Le club est repêché en Pro D2 malgré sa dernière place derrière le Istres et Nîmes lors du championnat 2000-2001.
Ancien du club, Éric Blanc devient le président. L’équipe est rebaptisée Racing Métro 92 en 2005. Le Racing club de France et l’US Métro conservent leurs équipes de jeunes.
Seule la section professionnelle du Racing club de France et celle de l'US Métro se sont associées pour former le Métro Racing 92 puis le Racing Métro 92, une entité à but purement professionnel. Les sections amateurs continuent à évoluer indépendamment au sein de leur club respectif. Le Racing club de France a signé une convention le 21 novembre 2006 permettant au Racing Métro 92 d'utiliser l'intitulé « Racing » et les couleurs du Racing club de France à l'exclusion de tout autre prérogative. Ce droit a été accordé pour 21 ans, renouvelable une fois.
En décembre 2005, le club embauche l’ancien international Didier Camberabero, puis en juillet 2006 Philippe Benetton, qui entraînait Cahors, pour s’occuper des avants. En 2006, c’est aussi l'arrivée de Jacky Lorenzetti, patron et fondateur du géant de l'immobilier Foncia, qui reprend la majorité des parts. Avec lui, le club se fixe pour objectif la montée dans le Top 14 d'ici 2008 et la qualification pour la Coupe d'Europe d'ici 2011. Éric Blanc devient manager du club.
Le recrutement spectaculaire pour la saison 2007-2008 commence avec les signatures de l'ancien entraîneur du XV de France et d'Italie Pierre Berbizier et comme joueurs: David Auradou, Sireli Bobo, Michel Dieudé, Jean-Frédéric Dubois, Carlo Festuccia, David Gérard, Andrea Lo Cicero, Thomas Lombard, Jone Qovu, Simon Raiwalui, Laurent Sempéré, Franck Tournaire, Ludovic Valbon, Jonathan Wisniewski ou encore Agustín Pichot.

### Champion de France Pro D2 2009
Après la désillusion de la finale 2008 perdue contre Mont-de-Marsan, le Racing Métro 92 entame une saison 2008-2009 prometteuse avec les arrivées de Jérôme Fillol (Stade français), Olivier Diomandé (Montpellier), François van der Merwe (Lions), Mehdi Merabet (Toulon), Patrice Collazo (Gloucester), Craig Smith (Édimbourg), Álvaro Galindo (Béziers) et  Andrew Mehrtens (Toulon). Les arrivées de Dan Scarbrough ainsi que de Santiago Dellapè et d'Andrea Masi en cours de saison, viennent compléter ce recrutement en vue d'une montée en Top 14 que le club obtient en remportant le titre haut la main. Au terme de la saison 2008-2009, le club remonte en Top 14 grâce à une victoire à Bordeaux Bègles sur le score de 12-33 à deux journées de la fin.
La première saison du Racing Métro 92 en Top 14 se fait avec ambition grâce à un recrutement de luxe. Ainsi les internationaux français Lionel Nallet et Sébastien Chabal rejoignent le groupe ainsi que le champion du monde sud-africain François Steyn. Malgré un début de saison difficile et une performance décevante en Amlin Cup le Racing trouve un rythme en milieu de saison pour finir sixième de la saison régulière, se qualifiant ainsi pour les barrages ainsi que pour la H-Cup.

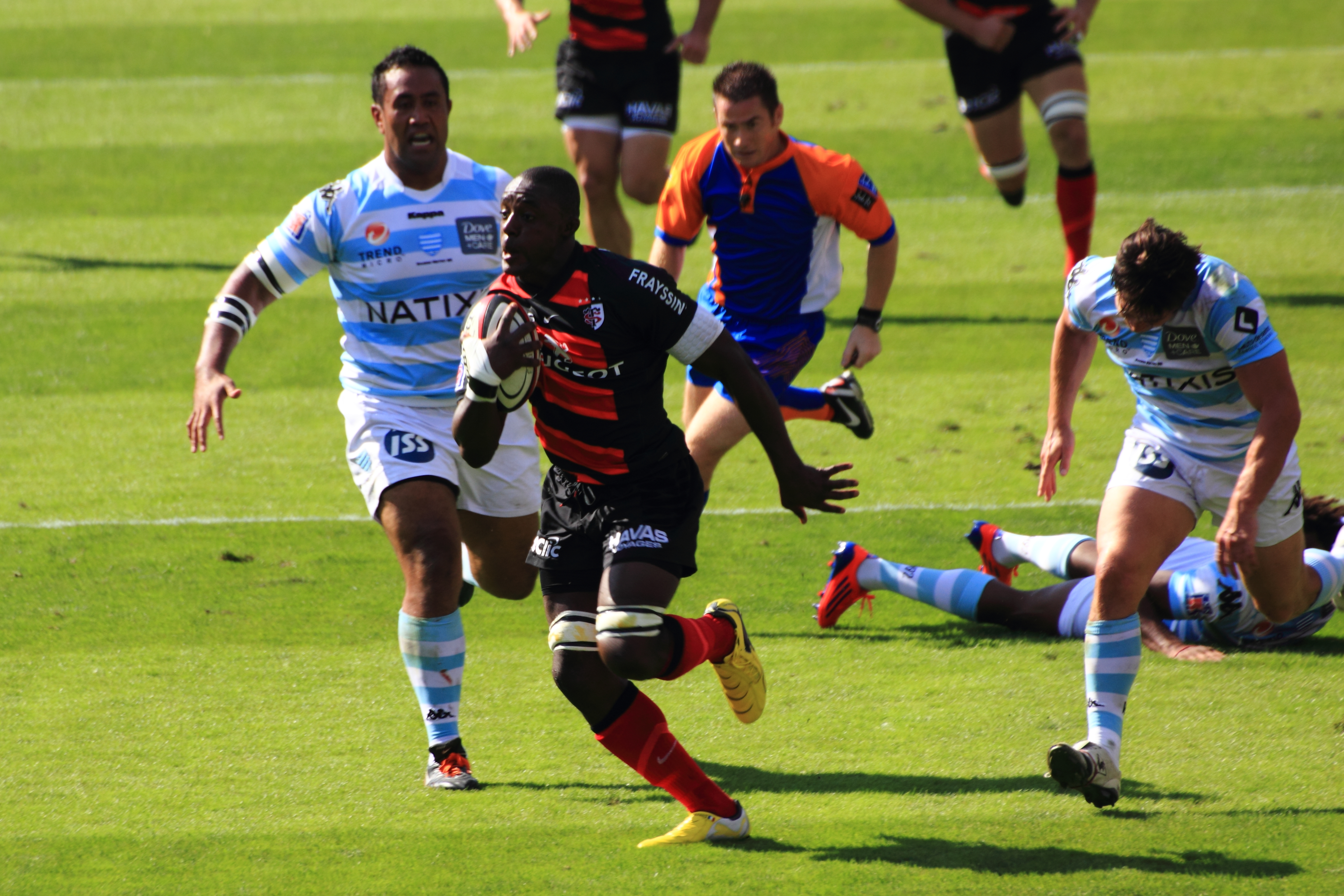
Match du Racing Métro 92 face au Stade toulousain.

La saison 2010-2011 a pour objectif de continuer sur la lancée de la précédente et le Racing Métro 92 renforce son objectif dans ce but avec, notamment, les arrivées de l'international français Benjamin Fall ainsi que de l'ouvreur argentin Juan Martín Hernández. Le Racing termine deuxième de la saison régulière et sa qualifie donc ainsi directement pour les demi-finale du championnat de France et en H-Cup.
La saison 2011-2012 est en deçà de la précédente. Après un bon début de saison, le Racing Métro 92 connaît des résultats irréguliers et oscille entre la cinquième et la septième place. La campagne européenne est un fiasco avec une victoire pour cinq défaites dont trois à domicile. Dès novembre, les mauvais résultats et une mésentente entre le manager général Pierre Berbizier et l’entraîneur des trois-quarts Simon Mannix conduisent le club à remplacer ce dernier par Gonzalo Quesada. Malgré le divorce croissant entre Pierre Berbizier et une partie des joueurs, le club parvient à obtenir une place en barrages où il est éliminé par le RC Toulon. À l'issue de la saison, le président Lorenzetti nomme Gonzalo Quesada comme entraineur en chef du groupe professionnel. Pierre Berbizier reste au club en qualité de "directeur du rugby".
La saison 2012-2013 est contrastée. Après un début de championnat difficile, le club réussit une très bonne seconde partie de championnat, marquée par une série de 9 victoires consécutives. Il parvient à se qualifier pour la quatrième fois consécutive pour les phases finales mais est éliminé par le Stade toulousain en barrages. Pierre Berbizier, entraîneur emblématique de la remontée du Racing au plus haut niveau quitte le club à l'issue de la saison. L’entraîneur Gonzalo Quesada est également remercié et remplacé par les anciens entraîneurs de l'US Montauban et du Castres olympique, Laurent Travers et Laurent Labit.
Pour la saison 2013-2014, le club a annoncé 14 arrivées dont le meilleur joueur du Tournoi des Six Nations 2012, le troisième ligne Dan Lydiate, le centre emblématique des Cardiff Blues Jamie Roberts et le demi d'ouverture du Leinster Jonathan Sexton.
Ces arrivées correspondent à une quinzaine de départs dont plusieurs joueurs présents depuis la Pro D2 : Sireli Bobo, Santiago Dellapè, Alvaro Galindo, Johnny Leo'o, Andrea Lo Cicero, Mika Tuugahala.
Le 10 juin 2015, le Racing Métro 92 se sépare juridiquement de l'US métro après quatorze saisons d'union, et est renommé le Racing 92,.

### Champion de France 2016

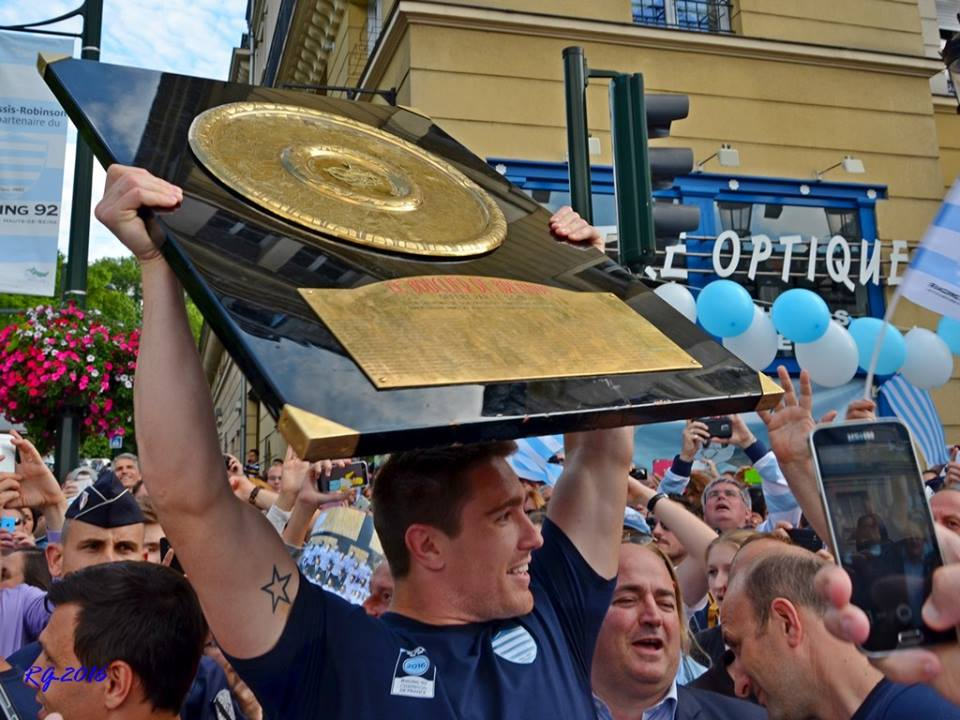
Le Racing 92 est champion de France 2016.

Le 24 juin 2016, 26 ans après sa précédente finale, au terme d'un match durant lequel l'équipe joue à quatorze pendant plus de 60 minutes après le carton rouge reçu par Maxime Machenaud, le Racing 92 s'impose face au RC Toulon sur le score de 21 à 29 à l'occasion de la finale du championnat de France jouée au Camp Nou de Barcelone devant 99 124 spectateurs (record mondial de spectateurs pour un match de rugby entre clubs).

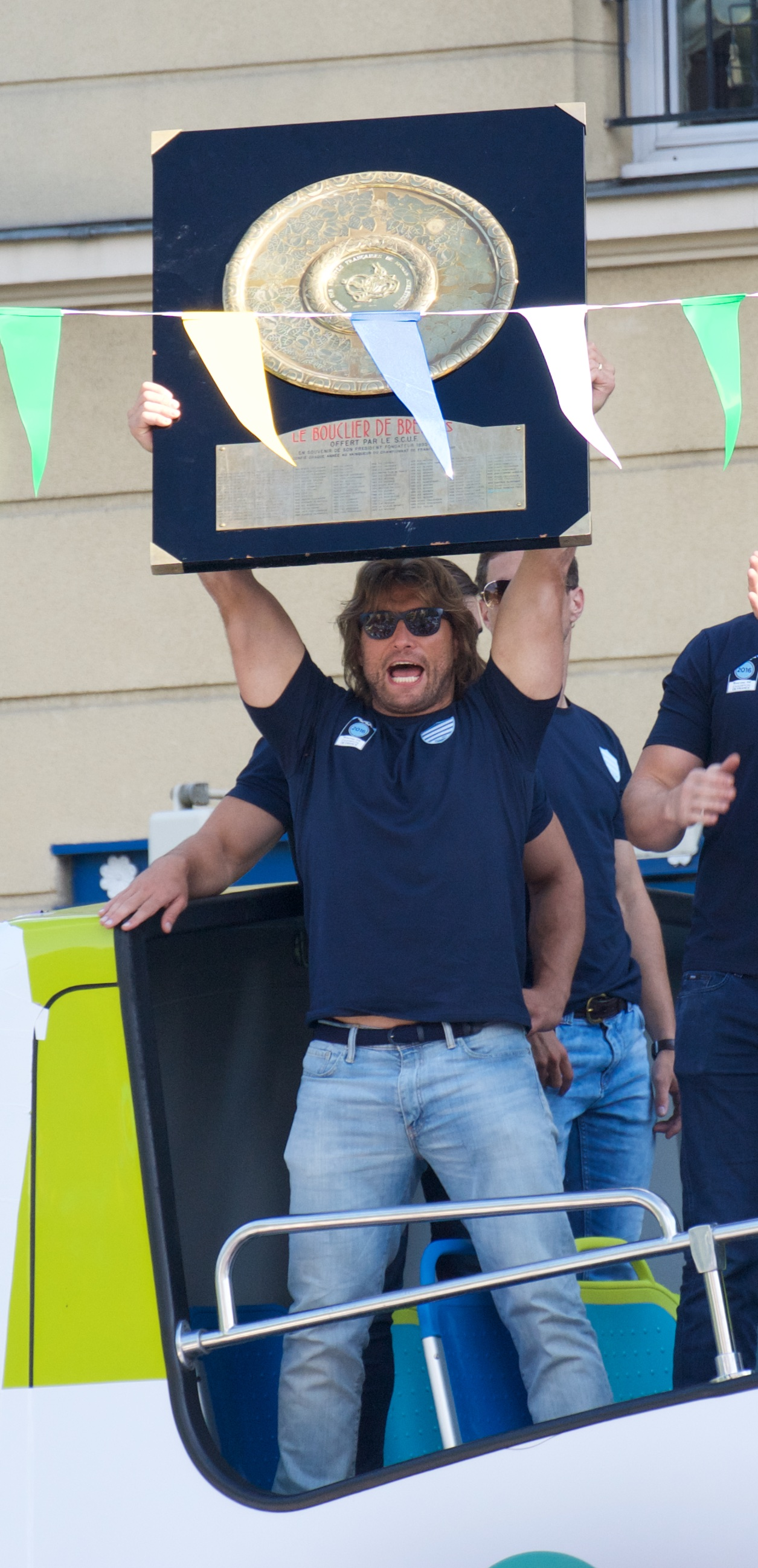
Dimitri Szarzewski présente le Brennus au Plessis Robinson le 28 juin 2016.

### Abandon du projet de fusion avec le Stade français 2017
Le 13 mars 2017, le Racing 92 et le Stade français annoncent le projet de fusion des deux équipes professionnelles pour la saison 2017-2018. Quelques jours plus tard, à la suite de nombreuses contestations notamment des joueurs du Stade français, l'annulation du projet est annoncée par Jacky Lorenzetti via un communiqué le 19 mars.

### Triple vice-champion d'Europe 2016, 2018 et 2020
En Coupe d'Europe, compétition à laquelle il participe de manière continue depuis la saison 2010-2011, le Racing obtient ses premiers grands succès en se qualifiant une première fois en finale durant la saison 2015-2016 après avoir battu Leicester en demi-finale (16-19). Les Racingmen sont défaits 21-9 par les Saracens à Lyon dans un match sans essais. Après avoir échoué à se qualifier pour les quarts de finale lors de la saison 2016-2017, le Racing accède de nouveau en finale lors de l'édition 2017-2018 après avoir disposé de Clermont en quart (17-28) et du Munster en demi (27-22). Les Racingmen sont défaits 15 à 12 face au Leinster, dans un match une nouvelle fois sans essais à Bilbao.
Les Racingmen, vice-champions d'Europe et deuxième la saison régulière, échouent de peu en demi-finale du Top 14 en 2018 contre le Castres Olympique, futur champion de France, à Lyon (19-14).
En 2019, le Racing 92, quatrième de la saison régulière, s'incline à domicile en barrage contre La Rochelle (13-19) , dans un match joué au stade Yves-du-Manoir pour la première fois depuis deux ans et demi.
En Coupe d'Europe, le Racing 92, premier de sa poule, est éliminé à domicile dès les quarts-de-finale par le Stade toulousain au terme d'un match très disputé sur le score de 21 à 22.
En 2020, le Racing 92 se qualifie pour la troisième fois de son histoire en finale de la Coupe d'Europe contre les Exeter Chiefs à Bristol, après avoir battu Clermont en quart de finale et les Saracens en demi-finale. Les phases finales de cette édition de Champions Cup se sont jouées en septembre et octobre 2020, en raison de la pandémie de Covid-19. Lors d'un match ouvert avec 4 essais de chaque côté, le club s'incline une nouvelle fois en finale, après des erreurs individuelles et collectives sur le score de 31 à 27.
Le championnat de France, interrompu par la pandémie en mars ne reprendra pas contrairement aux autres championnats européens. À l'interruption du championnat, le Racing 92 occupait la troisième place du classement, derrière Bordeaux et Lyon.
À la Paris La Défense Arena, à l'issue de la saison 2020-2021, le Racing 92, 3e de la saison, élimine en barrage le Stade français Paris (38-21) dans un derby francilien. Cependant, les Racingmen perdent contre le Stade rochelais vice-champion d'Europe en demi-finale (19-6).
En Coupe d'Europe, le Racing parvient à se qualifier pour les huitièmes de finale dans le nouveau format de la compétition et bat largement le club d'Édimbourg 56 à 3. Les Racingmen sont cependant éliminé en quarts par Bordeaux Bègles (21-24).
En 2021-2022, les Racingmen sont éliminés en demi-finale de la Coupe d'Europe (13-20) contre le Stade rochelais vice-champion d'Europe. En Top 14, le Racing 92 s'incline en barrage contre l'Union Bordeaux Bègles (36-16).
En 2022-2023, les ciels et blancs terminent la saison régulière du Top 14 à la 5ème place du championnat. En Barrage, ils éliminent le Stade Français Paris chez eux, au stade Jean-Bouin, 33 à 20. Ils seront cependant éliminés en demi-finale par le Stade Toulousain (41-14) à la Reale Arena (Stade d'Anoeta) de San Sebastian (Espagne). En Coupe d'Europe, le Racing termine 10ème de leur poule sur 12.

## Bilan

### En Championnat
Présent dès la première édition du championnat de France, le Racing est présent de manière fréquente en première division mais connaît des épisodes en deuxième division dont le plus long et le plus récent de 2000 à 2009.

### Compétitions de l'EPCR
Après une saison en Challenge européen, suivant sa remontée en Top 14 en 2009, le Racing se qualifie chaque saison pour la grande Coupe d'Europe, compétition dont il est trois fois finaliste en 2016, 2018 et 2020, et trois fois quarts de finaliste, en 2015, 2019 et 2021. Il effectue un rapide passage (1 match) en Challenge Cup, s'étant qualifié directement pour les huitièmes de finale à la suite des phases de poule de Champions Cup.
| Saison    | Coupe              | Nb équipe/poule | Niveau | Classement        | Phase finale       | Titres                 |
| 2024-2025 | Challenge Cup      | -               | ERCC2  | -                 | Demi-finale        | -                      |
| 2024-2025 | Champions Cup      | 6               | ERCC1  | 5e de la Poule 4  | -                  | -                      |
| 2023-2024 | Champions Cup      | 6               | ERCC1  | 4e de la Poule 2  | Huitième de finale | -                      |
| 2022-2023 | Challenge Cup      | -               | ERCC2  | -                 | Huitième de finale | -                      |
| 2022-2023 | Champions Cup      | 12              | ERCC1  | 10e de la Poule A | -                  | -                      |
| 2021-2022 | Coupe d'Europe     | 12              | ERCC1  | 1er de la Poule A | Demi-finale        | -                      |
| 2020-2021 | Coupe d'Europe     | 12              | ERCC1  | 2e de la Poule B  | Quarts de finale   | -                      |
| 2019-2020 | Coupe d'Europe     | 4               | ERCC1  | 1er de la Poule 4 | Finale             | Vice champion d'Europe |
| 2018-2019 | Coupe d'Europe     | 4               | ERCC1  | 1er de la Poule 4 | Quarts de finale   | -                      |
| 2017-2018 | Coupe d'Europe     | 4               | ERCC1  | 2e de la Poule 4  | Finale             | Vice champion d'Europe |
| 2016-2017 | Coupe d'Europe     | 4               | ERCC1  | 4e de la Poule 1  | -                  | -                      |
| 2015-2016 | Coupe d'Europe     | 4               | ERCC1  | 1er de la Poule 3 | Finale             | Vice champion d'Europe |
| 2014-2015 | Coupe d'Europe     | 4               | ERCC1  | 1er de la Poule 5 | Quarts de finale   | -                      |
| 2013-2014 | Coupe d'Europe     | 4               | ERCC1  | 4e de la Poule 4  | -                  | -                      |
| 2012-2013 | Coupe d'Europe     | 4               | ERCC1  | 3e de la Poule 1  | -                  | -                      |
| 2011-2012 | Coupe d'Europe     | 4               | ERCC1  | 4e de la Poule 2  | -                  | -                      |
| 2010-2011 | Coupe d'Europe     | 4               | ERCC1  | 3e de la Poule 2  | -                  | -                      |
| 2009-2010 | Challenge européen | 4               | ERCC2  | 3e de la Poule 4  | -                  | -                      |

## Identité du club

### Couleurs et esprit

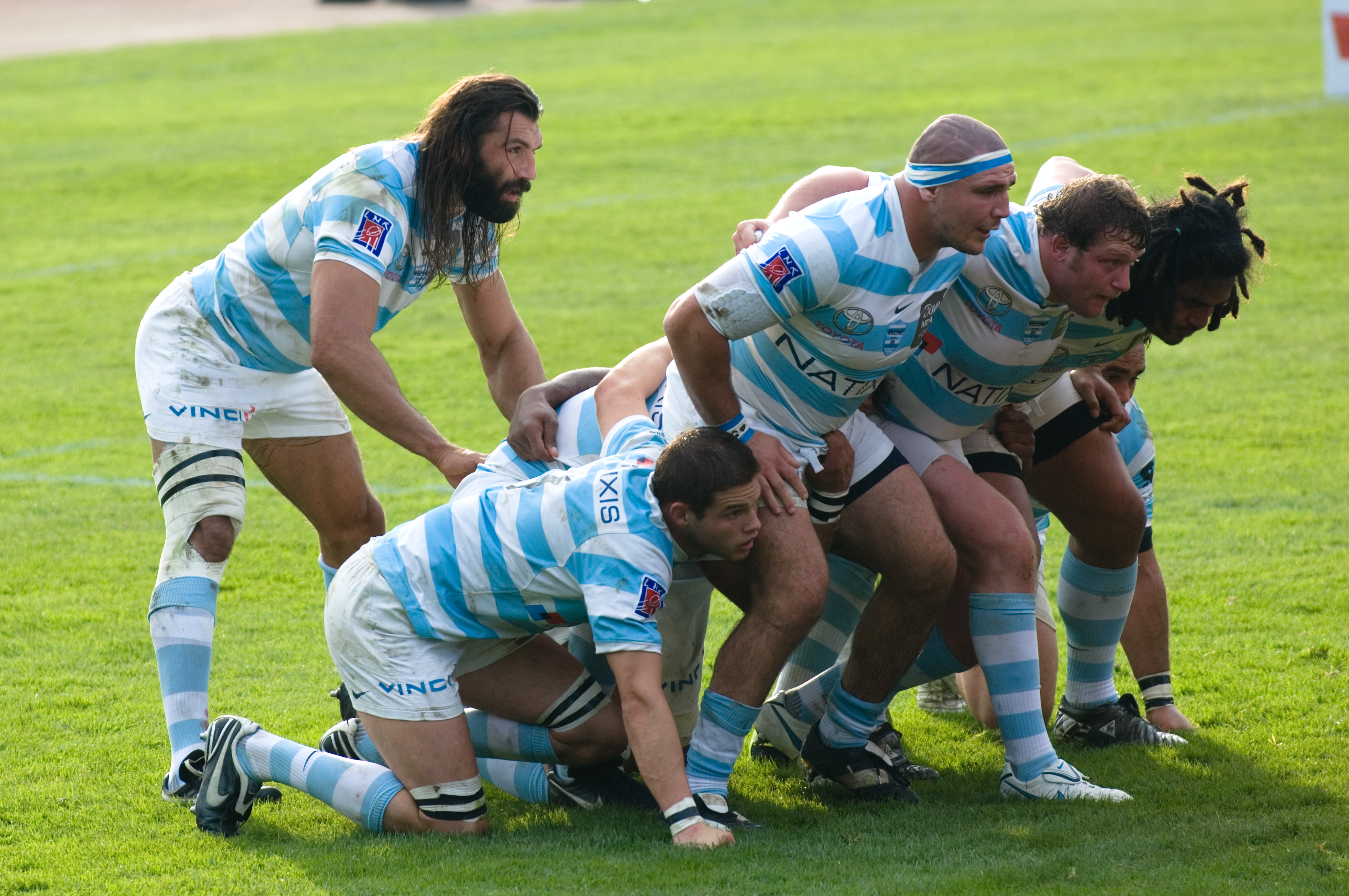
La mêlée des Racingmen en Top 14, en octobre 2009.

Dans la France de la fin du XIXe siècle, l’organisation du sport « à l’anglaise », par le biais de clubs, est avant tout affaire de riches, bourgeois et aristocrates. Le Racing n’échappe pas à la règle. Niché au cœur du Bois de Boulogne, sur le domaine de la Croix-Catelan, il est le symbole de l’exclusivité et il faut toujours être parrainé pour intégrer certaines sections. Le succès du rugby fut immédiat auprès des membres du club, issus des classes aisées, notamment aristocratiques (quatre nobles participent à la première finale côté Racing), pour qui le sport en général et le rugby en particulier portent en eux les vertus développés dans leurs associations sportives par les Britanniques, dont on admire l’insistance sur l'union du corps et de l’esprit (« Un esprit sain dans un corps sain »).
L’autre grande dimension de l’« esprit Racing » est son attachement aux valeurs les plus pures du sport, l’esprit de compétition, la noblesse de l’effort, le respect de l’adversaire et l’amateurisme[réf. nécessaire]. Soucieux de maintenir l’esprit du jeu, le Racing club de France s’investit dans cette voie à la fin des années 1920, alors que le rugby français souffre de la violence sur les terrains, de matchs fermés et d’un professionnalisme qui ne veut pas dire son nom. Champion de l’esprit amateur[réf. nécessaire], il lance le Challenge Yves du Manoir pour répondre à cet idéal. Yves du Manoir symbolisait le côté romantique du rugby, sa dimension ludique et libre, celle du jeu pour le jeu. Comme les participants étaient invités par le Racing, il n’y avait aucune pression relative à une éventuelle relégation. Afin de favoriser encore le jeu, les règles interdisaient de tenter les coups de pied placés. Paradoxalement, le Racing ne gagna jamais « son » challenge.
Plus récemment, cet esprit fut réveillé, sous une forme différente, dans les années 1980 grâce à la dernière grande génération sportive du Racing. Désireux de faire parler d’eux et de leur club, ces joueurs savaient que les résultats étaient essentiels, mais aussi que pour réussir cela à Paris, où les sportifs vivent dans l’anonymat le plus complet, il fallait attirer les feux des médias. Ce sont les lignes arrière, composées de personnalités fortes et originales, qui provoquèrent cette révolution, mélangeant sport, humour, provocation, camaraderie et autodérision. Dans le cadre du très célèbre « Show-Bizz », sorte de club dans le club, Éric Blanc, Jean-Baptiste Lafond, Philippe Guillard et Franck Mesnel décidèrent de bousculer le rugby français par une série d’actions spectaculaires. Ils jouèrent ainsi avec des bérets à Bayonne, en hommage à la tradition des attaquants d’antan du club basque, mais cela fut pris comme une provocation par une partie du public. Ils jouèrent aussi entièrement maquillés de noir, pour que l’un de leurs coéquipiers, noir, ne se sente plus en minorité. Ils portèrent des perruques, se teignirent les cheveux en jaune, jouèrent en pantalons blancs de pelotari ou avec des chaussettes roses etc. Ils enregistrèrent même un disque, Quand tu marques un essai.
Néanmoins, leur marque de fabrique fut le célèbre nœud papillon rose. Désireux de frapper un grand coup lors de la finale du championnat 1987, ils décidèrent de jouer avec un nœud papillon rose autour du cou, symbole de l’élégance et de la dérision, avec une couleur en apparence pas du tout virile. Jean-Baptiste Lafond offrit un exemplaire du nœud papillon au président de la République, François Mitterrand, durant la présentation des équipes sur la pelouse du Parc des Princes. Ils firent sensation mais furent battus. Trois ans plus tard, ils récidivèrent. Poussant la provocation, ils se firent apporter du champagne sur la pelouse pendant la mi-temps, par Yvon Rousset, blessé, vêtu d’un blazer frappé des armes du « Show Bizz ». Cela ne les empêcha pas de gagner, et après prolongations encore, contre Agen. Ce nœud papillon donna naissance en 1988 à la marque Eden Park, lancée par les cinq compères, et dont Franck Mesnel est aujourd’hui le président du directoire. La marque compte de nombreuses boutiques en France et à l’étranger (plus de 200 points de vente, dont Cardiff ou encore Richmond upon Thames, où la marque s’est associée au club londonien des Harlequins) et est devenue fournisseur officiel de l’équipe de France, de l’équipe du pays de Galles et même des Lions britanniques.
Tout ceci fit du Racing le synonyme de l’excentricité au sein d’un milieu très conservateur, bien qu'un changement de politique à la suite de la prise en main du club par Jacky Lorenzetti, et fut fustigé par bien des professionnels comme une version parisienne et peu sérieuse de leur sport. Toutefois, rien n’aurait été toléré si les résultats n’avaient pas suivi. À noter également, que le Racing club de France a fourni 76 joueurs à l’équipe de France de rugby à XV, dont douze capitaines dont Michel Crauste, François Moncla, Jean-Pierre Rives, Jean-François Gourdon, Gérald Martinez, Robert Paparemborde, Franck Mesnel, Jean-Baptiste Lafond ou Xavier Blond, Laurent Cabannes, Sébastien Chabal, ou encore Lionel Nallet. Trois Racingmen ont participé au premier match officiel du XV de France contre la Nouvelle-Zélande en 1906.

### Logo
Les logos affichent les couleurs ciel et blanc, ainsi que le slogan « depuis 1882 », année de la création du club.
Le chiffre 92 marque l'identité du club dans le département des Hauts-de-Seine. Ce dernier dispose de longue date d'installations sportives dans la banlieue ouest de la capitale comme à Colombes et plus récemment au Plessis-Robinson et à Nanterre.
Le 10 juin 2015, le logo est adapté au changement de nom du club.

Évolution du logo
Logo du Racing Club de France.
Logo du Racing Club de France avant la fusion.
Logo du Métro Racing 92 de 2001 à 2005.
Logo du Racing Métro 92 adopté en 2005.
Logo du Racing Métro 92 abandonné en 2010.
Logo du Racing Métro 92 de 2010 à 2015.
Logo du Racing 92 depuis 2015.

### Mascotte

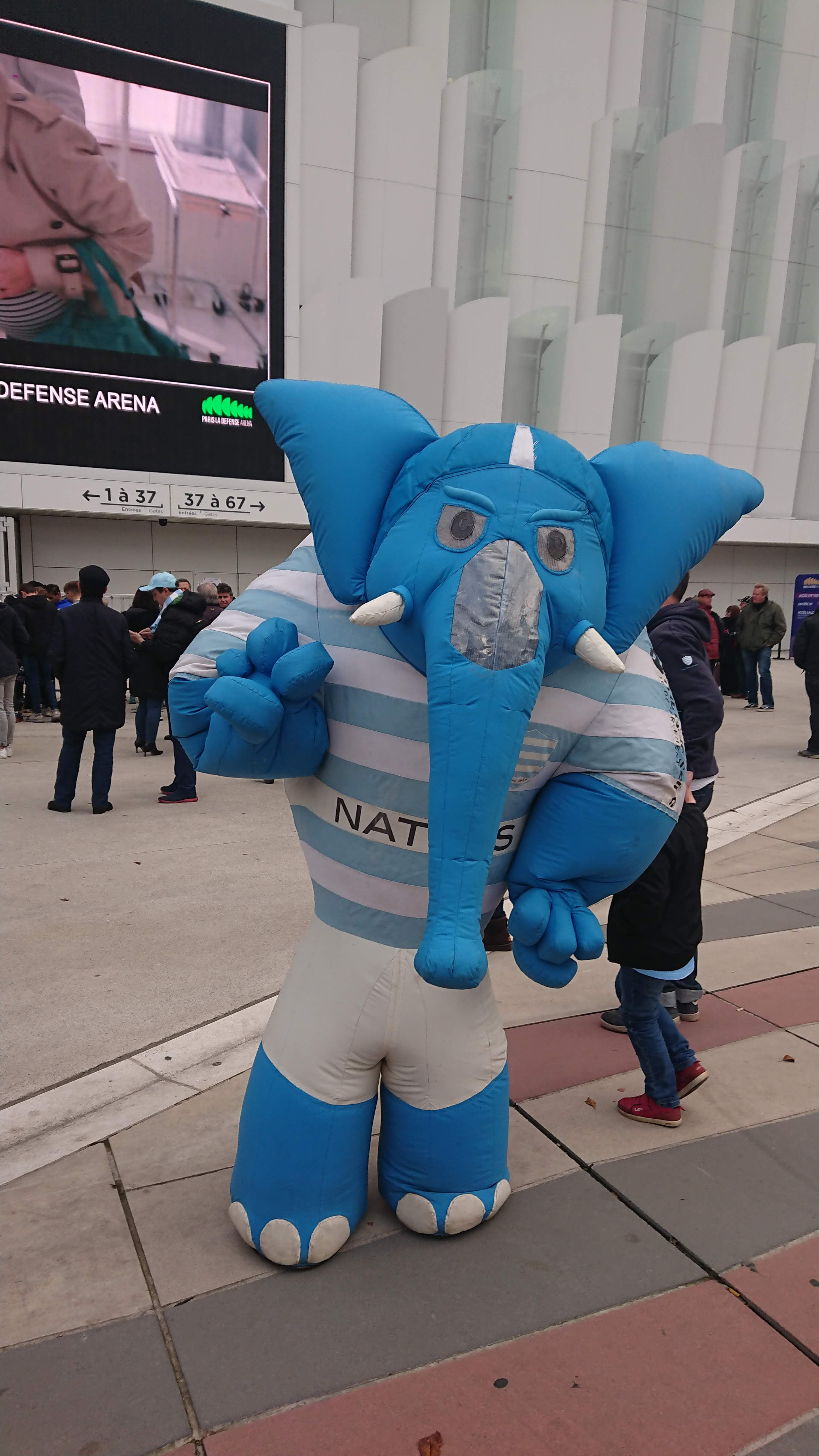
Mahout, mascotte du club depuis 2012, devant l'entrée de la Paris La Défense Arena.

Depuis 2012, le club s'est doté d'une mascotte représentant un mammouth au couleur du club nommé "Mahout". Reprenant l'identité visuelle du club, la mascotte est de couleur bleue et porte un maillot de l'équipe ainsi qu'un casque d'avant. Le costume mesure un peu moins de deux mètres et est équipé d'une batterie de deux kilos, faisant fonctionner une soufflerie permettant de tendre le tissu de la mascotte.
Le choix du mammouth est réalisé par le président Jacky Lorenzetti pour symboliser la famille et la puissance. Le nom "Mahout" provient du breton et représente "celui qui se distingue dans une discipline physique ou intellectuelle".
Lors des saisons aux Stade olympique Yves-du-Manoir, Mahout est régulièrement accompagné de Mahout Junior, version réduite de la mascotte.
À l'arrivée du club dans son nouveau stade de la Paris La Défense Arena, une nouvelle version de la mascotte est réalisée. Décrit « vif comme les ¾ Ciel et Blanc à l’approche de l’en-but adverse », le costume de cette nouvelle mascotte s'adapte à ce stade fermé, permettant plus de mobilité afin de réaliser des animations sur le terrain, ainsi que dans les tribunes.
L'ancienne version de la mascotte est toujours visible à l’extérieur du stade lors des avant-matchs.

## Palmarès

### Détail du palmarès
Le tableau suivant récapitule les performances du club dans les diverses compétitions françaises et de jeunes.
Les Racingmen ont été trois fois finaliste en Coupe d'Europe entre 2016 et 2020.
Côté hexagonal, le Racing possède six titres de champions de France, et également trois en Championnat de France de 2e division.
Il est également le premier vainqueur du Supersevens, compétition de rugby à sept opposant notamment les représentants du Top 14.
| Compétitions nationales | Compétitions internationales                            | Compétitions de jeunes |
| --- | ------------------------------------------------------- | --- |
| - Championnat de France de 1re division - Champion (6) : 1892, 1900, 1902, 1959, 1990, 2016 - Vice-champion (7) : 1893, 1898, 1912, 1920, 1950, 1957, 1987 - Coupe de l'Espérance - Vainqueur (1) : 1918 - Championnat de France de 2e division - Champion (3) : 1926, 1998, 2009 - Challenge Yves du Manoir - Finaliste (1) : 1952 - Challenge Rutherford - Finaliste (1) : 1952 - Supersevens - Vainqueur (1) : 2020 | - Coupe d'Europe - Vice-champion (3) : 2016, 2018, 2020 | - Championnat de France Espoirs - Champion (1) : 2015 - Championnat de France Espoirs (Élite 2 / Poule 2) - Champion (1) : 2017 - Vice-champion (1) : 2013 - Coupe Frantz-Reichel - Vainqueurs (12) : 1954, 1958, 1959, 1961, 1962, 1963, 1964, 1970, 1975, 1978, 1984, 1987 - Coupe René Crabos - Vainqueur (2) : 1994, 2014 - Championnat de France Cadets - Champion (2) : 1986, 1992 - Challenge Gauderman - Vainqueur (1) : 2015 - Championnat de France Minimes - Champion (2): 2016, 2018 |

### Finales disputées
| Date de la finale | Vainqueur     | Score   | Finaliste | Lieu de la finale             | Spectateurs |
| ----------------- | ------------- | ------- | --------- | ----------------------------- | ----------- |
| 14 mai 2016       | Saracens      | 21 – 9  | Racing 92 | Parc Olympique lyonnais, Lyon | 58 017      |
| 12 mai 2018       | Leinster      | 15 - 12 | Racing 92 | San Mamés, Bilbao             | 52 282      |
| 17 octobre 2020   | Exeter Chiefs | 31 – 27 | Racing 92 | Ashton Gate Stadium, Bristol  | huis-clos   |

| Date de la finale | Vainqueur             | Score      | Finaliste             | Lieu de la finale                 | Spectateurs |
| ----------------- | --------------------- | ---------- | --------------------- | --------------------------------- | ----------- |
| 20 mars 1892      | Racing Club de France | 4 – 3      | Stade français        | Bagatelle, Paris                  | 2 000       |
| 19 mai 1893       | Stade français        | 7 – 3      | Racing Club de France | Bécon-les-Bruyères                | 1 200       |
| 22 avril 1900     | Racing Club de France | 37 – 3     | Stade bordelais       | Levallois-Perret                  | 1 500       |
| 23 mars 1902      | Racing Club de France | 6 – 0      | Stade bordelais       | Parc des Princes, Paris           | 1 000       |
| 31 mars 1912      | Stade toulousain      | 8 – 6      | Racing Club de France | Stade des Ponts Jumeaux, Toulouse | 15 000      |
| 25 avril 1920     | Stadoceste tarbais    | 8 – 3      | Racing Club de France | Stade Sainte-Germaine, Le Bouscat | 20 000      |
| 16 avril 1950     | Castres olympique     | 11 – 8     | Racing Club de France | Stade des Ponts Jumeaux, Toulouse | 25 000      |
| 26 mai 1957       | FC Lourdes            | 16 – 13    | Racing Club de France | Stade de Gerland, Lyon            | 30 000      |
| 24 mai 1959       | Racing Club de France | 8 – 3      | Stade montois         | Parc Lescure, Bordeaux            | 31 098      |
| 22 mai 1987       | RC Toulon             | 15 – 12    | Racing Club de France | Parc des Princes, Paris           | 48 000      |
| 26 mai 1990       | Racing Club de France | 22 – 12 ap | SU Agen               | Parc des Princes, Paris           | 45 069      |
| 24 juin 2016      | Racing 92             | 29 - 21    | RC Toulon             | Camp Nou, Barcelone               | 99 124      |

| Date de la finale | Vainqueur             | Score  | Finaliste   | Lieu de la finale        | Spectateurs |
| ----------------- | --------------------- | ------ | ----------- | ------------------------ | ----------- |
| 28 avril 1918     | Racing Club de France | 22 – 9 | FC Grenoble | Stade du Matin, Colombes | 3 000       |

| Date de la finale | Vainqueur                | Score  | Finaliste              | Lieu de la finale                | Spectateurs |
| ----------------- | ------------------------ | ------ | ---------------------- | -------------------------------- | ----------- |
| 1er février 2020  | Racing 92 Natixis Sevens | 28 -12 | Section paloise sevens | Paris La Défense Arena, Nanterre | 25 000      |

| Date de la finale | Catégorie | Vainqueur             | Score   | Finaliste             | Lieu de la finale                           |
| ----------------- | --------- | --------------------- | ------- | --------------------- | ------------------------------------------- |
| 12 mai 2013       | Élite 2   | CA Brive              | 20 - 16 | Racing Club de France | Issoudun                                    |
| 31 mai 2015       | Élite 1   | Racing Club de France | 31 - 21 | Stade toulousain      | Stade Albert-Bordes, Saint-Yrieix-la-Perche |
| 28 mai 2017       | Play-off  | Racing Club de France | 30 - 27 | Lyon OU               | Genlis                                      |

## Statistiques

### Adversaires en Coupe d'Europe
| Club/franchise        | Matches | V  | N | D  | +/-  | % de victoires |
| --------------------- | ------- | -- | - | -- | ---- | -------------- |
| Munster Rugby         | 9       | 4  | 1 | 4  | 26   | 44,44 %        |
| Saracens              | 9       | 3  | 0 | 6  | -20  | 33,33 %        |
| Leicester Tigers      | 7       | 6  | 0 | 1  | 64   | 85,71 %        |
| Scarlets              | 6       | 4  | 1 | 1  | 74   | 66,66 %        |
| ASM Clermont          | 6       | 4  | 0 | 2  | -5   | 66,66 %        |
| Harlequins            | 6       | 2  | 0 | 4  | -2   | 33,33 %        |
| Northampton Saints    | 5       | 4  | 1 | 0  | 94   | 80 %           |
| Ospreys               | 5       | 4  | 1 | 0  | 53   | 80 %           |
| Édimbourg Rugby       | 5       | 3  | 0 | 2  | 71   | 60 %           |
| Leinster Rugby        | 5       | 0  | 0 | 5  | -102 | 0 %            |
| Glasgow Warriors      | 4       | 1  | 0 | 3  | -18  | 25 %           |
| Ulster Rugby          | 3       | 1  | 0 | 2  | 12   | 33,33 %        |
| Cardiff Rugby         | 3       | 1  | 0 | 2  | 16   | 33,33 %        |
| Benetton Trévise      | 2       | 2  | 0 | 0  | 62   | 100 %          |
| Stade français Paris  | 2       | 2  | 0 | 0  | 24   | 100 %          |
| Castres olympique     | 2       | 1  | 0 | 1  | 19   | 50 %           |
| London Irish          | 2       | 1  | 0 | 1  | 14   | 50 %           |
| Stade toulousain      | 2       | 0  | 0 | 2  | -25  | 0 %            |
| Sale Sharks           | 1       | 1  | 0 | 0  | 19   | 100 %          |
| Connacht Rugby        | 1       | 1  | 0 | 0  | 4    | 100 %          |
| RC Toulon             | 1       | 1  | 0 | 0  | 3    | 100 %          |
| Union Bordeaux Bègles | 1       | 0  | 0 | 1  | -3   | 0 %            |
| Exeter Chiefs         | 1       | 0  | 0 | 1  | -4   | 0 %            |
| Bath Rugby            | 1       | 0  | 0 | 1  | -4   | 0 %            |
| Stade rochelais       | 1       | 0  | 0 | 1  | -7   | 0 %            |
| Total                 | 90      | 47 | 4 | 39 | 351  | 52,22 %        |

### Meilleurs marqueurs d'essais
Depuis l'ère professionnelle.

#### En Championnat de France
Les joueurs ayant inscrits le plus d'essais en championnat de France de première division depuis le retour dans l'élite en 2009 du Racing.
Les noms en gras indiquent les joueurs encore en activité avec le Racing 92.
| Classement | Joueur             | Nationalité      | Saisons              | Essais |
| ---------- | ------------------ | ---------------- | -------------------- | ------ |
| 1          | Juan Imhoff        | Argentine        | 2011 - 2024          | 79     |
| 2          | Teddy Thomas       | France           | 2014 - 2022          | 44     |
| 3          | Henry Chavancy     | France           | 2010 - 2025          | 43     |
| 4          | Virimi Vakatawa    | France           | 2010-2014, 2017-2022 | 37     |
| 5          | Marc Andreu        | France           | 2013 - 2018          | 25     |
| 6          | Donovan Taofifénua | France           | 2020 - …             | 24     |
| 7          | Louis Dupichot     | France           | 2015 - 2023          | 23     |
| 8          | Sireli Bobo        | Fidji            | 2009 - 2013          | 22     |
| -          | Nolann Le Garrec   | France           | 2020 - 2025          | 22     |
| 10         | Wenceslas Lauret   | France           | 2013 - 2024          | 21     |
| 11         | Camille Chat       | France           | 2012 - 2025          | 20     |
| -          | Gaël Fickou        | France           | 2021 - ...           | 20     |
| 13         | Leone Nakarawa     | Fidji            | 2016 -2019           | 19     |
| -          | Olivier Klemenczak | France           | 2018 - 2024          | 19     |
| 15         | Brice Dulin        | France           | 2014-2020            | 17     |
| 16         | Simon Zebo         | Irlande          | 2018 - 2021          | 16     |
| 17         | Antoine Gibert     | France           | 2017 - ...           | 15     |
| 18         | Henry Arundell     | Angleterre       | 2023 - 2025          | 14     |
| 19         | Maxime Machenaud   | France           | 2012 - 2022          | 12     |
| -          | Joe Rokocoko       | Nouvelle-Zélande | 2015 - 2019          | 12     |
| -          | Dimitri Szarzewski | France           | 2012 - 2019          | 12     |

#### En Coupe d'Europe
Les noms en gras indiquent les joueurs encore en activité avec le Racing 92.
| Classement | Joueur             | Nationalité | Saisons                | Essais |
| ---------- | ------------------ | ----------- | ---------------------- | ------ |
| 1          | Juan Imhoff        | Argentine   | 2011 - 2024            | 33     |
| 2          | Teddy Thomas       | France      | 2014 - 2022            | 19     |
| 3          | Virimi Vakatawa    | France      | 2010-2014, 2017 - 2022 | 12     |
| 4          | Henry Chavancy     | France      | 2010 - …               | 9      |
| -          | Simon Zebo         | Irlande     | 2018 - 2021            | 9      |
| 6          | Wenceslas Lauret   | France      | 2013 - 2024            | 8      |
| 7          | Marc Andreu        | France      | 2013 - 2018            | 7      |
| -          | Maxime Machenaud   | France      | 2012 - 2022            | 7      |
| 9          | Louis Dupichot     | France      | 2015 - 2023            | 6      |
| -          | Dimitri Szarzewski | France      | 2012 - 2019            | 6      |

### Meilleur marqueurs de points
Depuis l'ère professionnelle.

#### En Championnat de France
Les noms en gras indiquent les joueurs encore en activité avec le Racing 92.
| Classement | Joueur              | Nationalité      | Saisons                | Points |
| ---------- | ------------------- | ---------------- | ---------------------- | ------ |
| 1          | Maxime Machenaud    | France           | 2012 - 2022            | 1024   |
| 2          | Jonathan Wisniewski | France           | 2010 - 2014            | 907    |
| 3          | Nolann Le Garrec    | France           | 2020 - 2025            | 463    |
| 4          | Juan Imhoff         | Argentine        | 2011 - 2024            | 397    |
| 5          | Finn Russell        | Écosse           | 2018 - 2023            | 382    |
| 6          | Teddy Iribaren      | France           | 2017 - 2023            | 379    |
| 7          | Dan Carter          | Nouvelle-Zélande | 2015 - 2018            | 357    |
| 8          | Antoine Gibert      | France           | 2017 - ...             | 305    |
| 9          | Jonathan Sexton     | Irlande          | 2013-2015              | 294    |
| 10         | Teddy Thomas        | France           | 2014 - 2022            | 220    |
| 11         | Henry Chavancy      | France           | 2010 - 2025            | 215    |
| 12         | Tristan Tedder      | Afrique du Sud   | 2023 - 2025            | 199    |
| 13         | Johan Goosen        | Afrique du Sud   | 2014-2017              | 187    |
| 14         | Virimi Vakatawa     | France           | 2010-2014, 2017 - 2022 | 185    |

#### En Coupe d'Europe
Les noms en gras indiquent les joueurs encore en activité avec le Racing 92.
| Classement | Joueur              | Nationalité      | Saisons     | Points |
| ---------- | ------------------- | ---------------- | ----------- | ------ |
| 1          | Maxime Machenaud    | France           | 2012 - 2022 | 283    |
| 2          | Juan Imhoff         | Argentine        | 2011 - 2024 | 165    |
| 3          | Nolann Le Garrec    | France           | 2020 - 2025 | 120    |
| 4          | Teddy Iribaren      | France           | 2017 - 2023 | 117    |
| 5          | Teddy Thomas        | France           | 2014 - 2022 | 95     |
| 6          | Finn Russell        | Écosse           | 2018 - 2023 | 92     |
| 7          | Dan Carter          | Nouvelle-Zélande | 2015 - 2018 | 88     |
| 8          | Jonathan Wisniewski | France           | 2010 - 2014 | 85     |

## Personnalités du club

### Joueurs emblématiques
1882-1913 : les origines et les premiers titres
- Vladimir Aïtoff
- Georges André
- Carlos de Candamo
- Pierre Gaudermen
- Gaston Lane
- Allan Muhr
- Alexandre Pharamond
- Frantz Reichel
- Cyril Rutherford

1919-1959
- François Borde
- Adolphe Bousquet
- René Crabos
- Michel Crauste
- Francis Desclaux
- Adolphe Jauréguy
- Yves du Manoir
- Arnaud Marquesuzaa
- François Moncla
- Michel Vannier
- Georges Gérald

1960-1986
- Philippe Destribats
- Gérald Martinez
- Robert Paparemborde
- Jean-Pierre Rives
- Michel Taffary
- Eugenio Stefan

1987-2001 : du show-bizz à la fusion avec l'US-Métro
- Geoffrey Abadie[24]
- Darren Adams[8]
- Alexandre Audebert[8]
- Olivier Beaudon[8]
- Laurent Benezech[24]
- Éric Blanc[24]
- Mathieu Blin
- Xavier Blond[24]
- Laurent Cabannes[24]
- Denis Charvet
- John Daniell[8]
- Christophe Deslandes[24]
- Jean-Pierre Genet[24]
- Patrick Goirand[8]
- Philippe Guillard[24]
- Jean-Baptiste Lafond[24]
- Nicolas Le Roux[8]
- Franck Mesnel[24]
- Patrick Serrière[24]
- Michel Tachdjian[24]
- Anthony Vigna[8]

2002 - Aujourd'hui : l’avènement du Racing 92 et le titre de 2016 
- Eddy Ben Arous[26]
- Sireli Bobo
- Dan Carter[26]
- Sébastien Chabal
- Camille Chat[26]
- Henry Chavancy[26]
- Antonie Claassen[26]
- Jacques Cronjé
- Luc Ducalcon[26]
- Brice Dulin[26]
- Benjamin Fall
- Carlo Festuccia
- Juan Martín Hernández
- Juan Imhoff[26]
- Census Johnston
- Pat Lambie
- Wenceslas Lauret[26]
- Bernard Le Roux[26]
- Andrea Lo Cicero
- Maxime Machenaud[26]
- Chris Masoe[26]
- Andrew Mehrtens
- Leone Nakarawa
- Lionel Nallet
- Yannick Nyanga[26]
- Joe Rokocoko[26]
- Finn Russell
- Jonathan Sexton
- Dimitri Szarzewski[26]
- Rémi Talès[26]
- Teddy Thomas[26]
- Virimi Vakatawa
- Jonathan Wisniewski[27]

### Entraîneurs
| Saison                       | Entraîneur(s)                  | Adjoint(s) |
| ---------------------------- | ------------------------------ | --- |
|                              | Clément Dupont                 | |
|                              | Robert Paparemborde            | |
| 1987 - 1988                  | Christophe Mombet              | |
| 1988 - 1989                  | Robert Paparemborde            | René Bonnefond |
| 1989 - 1993                  | Christian Lanta                | Marcel Peyresblanques (1992-1993) |
| 1993 - 1995                  | Robert Paparemborde            | Jean-Louis Ribot (avants) Eric Blanc (arrières)                                                                                       |
| 1995 - 1996                  | Bob Dwyer                      | Jean-Louis Ribot (avants) Eric Blanc (arrières)                                                                                       |
| 1996 - 1998                  | Christophe Mombet              | Daniel Bouthier |
| 1998 - 1999                  | Didier Nourault                | |
| 1999 - 2000                  | Jacques Fouroux                | Didier Nourault |
| 2000 - 2001                  | Yves Ajac                      | Jacky Dany (avant) Franck Frémont (arrière)                                                                                           |
| 2001 - 2002                  | Vincent Moscato                | Pierre Trémouille (arrières) |
| 2002 - 2003                  | Alain Gaillard (consultant)    | Philippe Canto (avants) Benoît Meriller (arrières)                                                                                    |
| 2003 - janvier 2004          | Christophe Mombet (consultant) | Philippe Canto (avants) Benoît Meriller (arrières) (jusqu'au 4 octobre 2003)                                                          |
| Janvier 2004 - 2005          | Pierre Arthapignet             | Philippe Canto (avants) |
| 2004 - 2005                  | Frédéric Barthe                | Marc Dubourdeau |
| 2005 - avril 2006            | Frédéric Barthe                | Marc Dubourdeau (arrières) (jusqu'en décembre 2005) puis Didier Camberabero (arrières) (à partir de janvier 2006)                     |
| 2006 - 2007                  | Philippe Benetton              | Didier Camberabero (arrières) (jusqu'en février 2007)                                                                                 |
| 2007 - novembre 2011         | Pierre Berbizier               | Philippe Berbizier (avants) Simon Mannix (arrières)                                                                                   |
| Novembre 2011 - février 2012 | Pierre Berbizier               | Philippe Berbizier (avants) Gonzalo Quesada (arrières)                                                                                |
| Février 2012 - juillet 2012  | Pierre Berbizier               | Didier Retière (consultant auprès des avants) Gonzalo Quesada (arrières)                                                              |
| 2012 - 2013                  | Gonzalo Quesada                | Simon Raiwalui (avants) Patricio Noriega (mêlée)                                                                                      |
| 2013 - 2014                  | Laurent Travers Laurent Labit  | Ronan O'Gara (skills, jeu au pied) |
| 2014 - 2017                  | Laurent Travers Laurent Labit  | Ronan O'Gara (défense, skills, jeu au pied) Patricio Noriega (mêlée, à partir d'octobre 2016)                                         |
| 2017 - 31 décembre 2017      | Laurent Travers Laurent Labit  | Patricio Noriega (mêlée) Ronan O'Gara (défense) Chris Masoe (skills)                                                                  |
| 1er janvier 2018 - 2019      | Laurent Travers Laurent Labit  | Patricio Noriega (mêlée) Chris Masoe (défense) Casey Laulala (skills)                                                                 |
| 2019 - 2020                  | Laurent Travers                | Patricio Noriega (avants) Mike Prendergast (attaque, trois-quarts) Philippe Doussy (skills, jeu au pied) Chris Masoe (défense)        |
| 2020 - 2021                  | Laurent Travers                | Patricio Noriega (avants) Mike Prendergast (attaque, trois-quarts) Philippe Doussy (skills, jeu au pied) Dimitri Szarzewski (défense) |
| 2021 - 2022                  | Laurent Travers                | Didier Casadeï (avants) Mike Prendergast (attaque, trois-quarts) Philippe Doussy (skills, jeu au pied) Dimitri Szarzewski (défense)   |
| 2022 - 2023                  | Laurent Travers                | Didier Casadeï (avants) Rory Teague (attaque) Philippe Doussy (skills, jeu au pied) Dimitri Szarzewski (défense)                      |
| 2023 - février 2025          | Stuart Lancaster               | Frédéric Michalak (attaque) Dimitri Szarzewski (défense) Joe Rokocoko (skills)                                                        |
| Février 2025 - ...           | Patrice Collazo                | Frédéric Michalak (attaque) Dimitri Szarzewski (défense) Joe Rokocoko (skills)                                                        |

### Présidents

#### Club professionnel

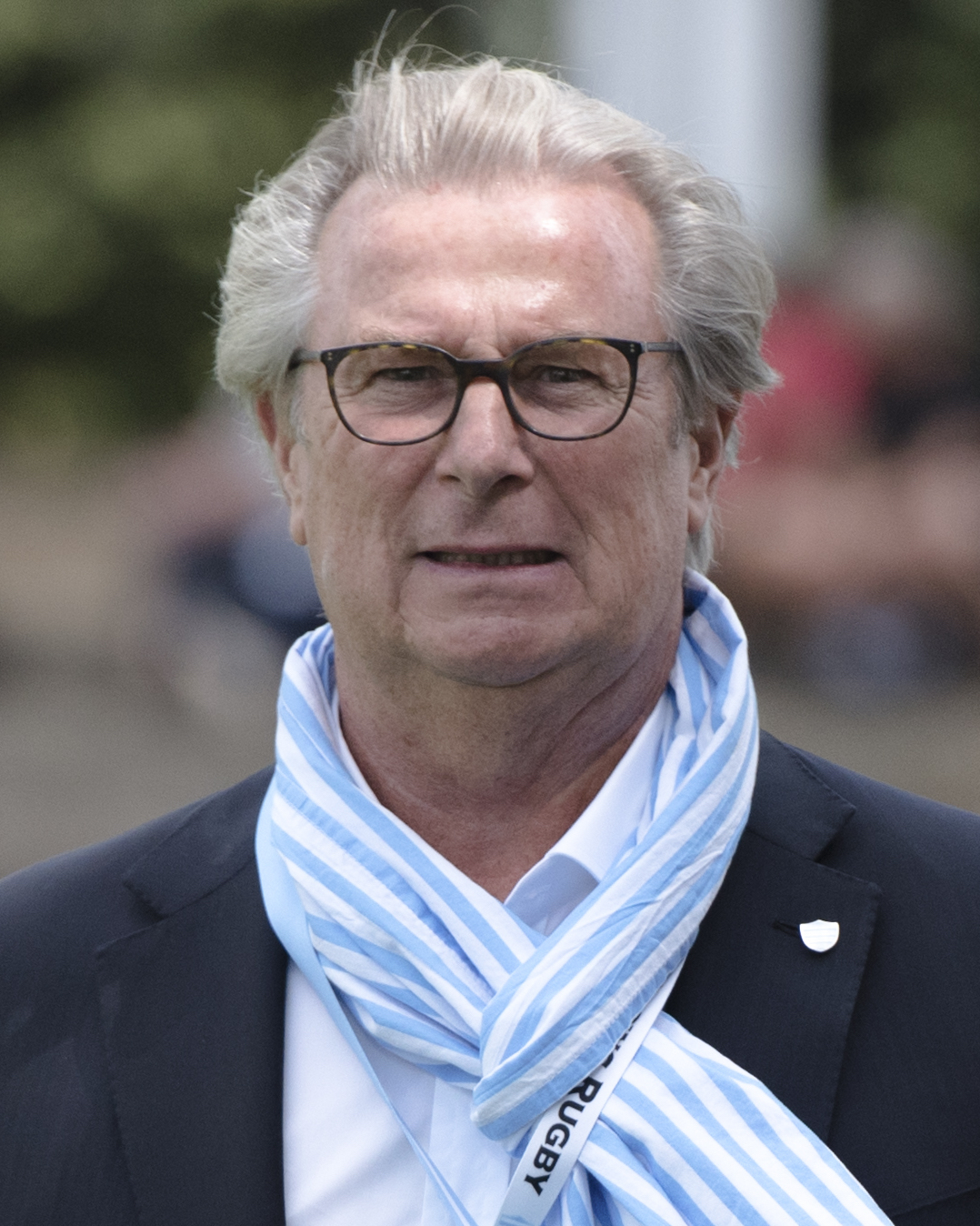
Jacky Lorenzetti est président du club de 2006 à 2022 et président du conseil de surveillance depuis 2022.

- 2000 - 2006 : Éric Blanc
- 2006 - 2022 : Jacky Lorenzetti
- 2022 - 2023 : Dominique Serieys
- 2023 - 2024 : Laurent Travers
- Depuis 2024 : Arnaud Tourtoulou

#### Association amateur
- 1981 - 1995 : Jean-Pierre Labro
- 1995 - 1996 : Yvon Rousset
- 1997 - 1999 : Gérald Martinez
- 2002 - 2006[réf. nécessaire] : Jean-Patrick Lesobre (en)
- 2006 - 2008[réf. nécessaire] : Éric Blanc
- 2008 - 2021 : Jean-François Michelon
- Depuis 2021 : Christophe Mombet

## Racing 92 2025-2026

### Effectif de l'équipe professionnelle
| Nom                         | Naissance         | Nationalité sportive | Sélections (points) | Dernier club      | Arrivée au club |
| Talonneurs                  | Talonneurs        | Talonneurs           | Talonneurs          | Talonneurs        | Talonneurs      |
| --------------------------- | ----------------- | -------------------- | ------------------- | ----------------- | --------------- |
| Robin Couly                 | 7 février 2004    | France               | -                   | ASM Clermont      | 2024            |
| Diego Escobar               | 17 avril 2000     | Chili                | 14 (20)             | Selknam           | 2024            |
| Feleti Kaitu'u              | 30 décembre 1994  | Australie            | 3 (0)               | Western Force     | 2024            |
| Janick Tarrit               | 29 octobre 1998   | France               | -                   | USON Nevers       | 2022            |
| Piliers                     |                   |                      |                     |                   |                 |
| Demba Bamba                 | 17 mars 1998      | France               | 29 (0)              | Lyon OU           | 2024            |
| Guram Gogichashvili         | 4 septembre 1998  | Géorgie              | 41 (10)             | RC Locomotive     | 2018            |
| Lino Julien                 | 27 juillet 2004   | France               | -                   | Formé au club     | 2024            |
| Gia Kharaishvili            | 13 février 1999   | Géorgie              | 6 (0)               | RC Khachouri      | 2018            |
| Hassane Kolingar            | 6 mars 1998       | France               | 3 (0)               | Formé au club     | 2019            |
| Taniela Tupou               | 10 mai 1996       | Australie            | 60 (35)             | Waratahs          | 2025            |
| Deuxièmes lignes            |                   |                      |                     |                   |                 |
| Jonny Hill                  | 8 juin 1994       | Angleterre           | 20 (5)              | Sale Sharks       | 2025            |
| Junior Kpoku                | 10 septembre 2005 | Angleterre           | -                   | Formé au club     | 2024            |
| Thomas Lainault             | 28 décembre 1993  | France               | -                   | FC Grenoble       | 2025            |
| Will Rowlands               | 19 septembre 1991 | Pays de Galles       | 41 (15)             | Dragons           | 2023            |
| Romain Taofifénua           | 14 septembre 1990 | France               | 56 (15)             | Lyon OU           | 2024            |
| Troisièmes lignes aile      |                   |                      |                     |                   |                 |
| Maxime Baudonne             | 12 juillet 2002   | France               | -                   | Formé au club     | 2013            |
| Soumaila Camara             | 30 septembre 2003 | France               | -                   | Formé au club     | 2025            |
| Ibrahim Diallo              | 26 janvier 1998   | France               | 3 (0)               | Formé au club     | 2018            |
| Shingirai Manyarara         | 24 février 2004   | Zimbabwe             | -                   | Formé au club     | 2025            |
| Fabien Sanconnie            | 21 février 1995   | France               | 5 (0)               | CA Brive          | 2018            |
| Lekima Tagitagivalu         | 4 décembre 1995   | Fidji                | 11 (10)             | Section paloise   | 2025            |
| Noa Zinzen                  | 24 février 2004   | France               | -                   | Formé au club     | 2024            |
| Troisièmes lignes centre    |                   |                      |                     |                   |                 |
| Hacjivah Dayimani           | 23 septembre 1997 | Afrique du Sud       | -                   | Stormers          | 2023            |
| Nathan Hughes               | 10 juin 1991      | Angleterre           | 22 (5)              | Urayasu D-Rocks   | 2025            |
| Jordan Joseph               | 31 juillet 2000   | France               | 2 (0)               | Section paloise   | 2023            |
| Demis de mêlée              |                   |                      |                     |                   |                 |
| Léo Carbonneau              | 7 octobre 2004    | France               | -                   | CA Brive          | 2025            |
| Kléo Labarbe                | 16 août 2004      | France               | -                   | Aviron bayonnais  | 2024            |
| Demis d'ouverture           |                   |                      |                     |                   |                 |
| Antoine Gibert              | 31 décembre 1997  | France               | -                   | Formé au club     | 2019            |
| Gerónimo Prisciantelli (en) | 23 août 1999      | Argentine            | -                   | Zebre Parma       | 2025            |
| Ugo Seunes                  | 15 novembre 2000  | France               | -                   | Stade aurillacois | 2025            |
| Centres                     |                   |                      |                     |                   |                 |
| Gaël Fickou                 | 26 mars 1994      | France               | 96 (85)             | Stade français    | 2021            |
| Sam James                   | 3 juillet 1994    | Angleterre           | -                   | Sale Sharks       | 2024            |
| Josua Tuisova               | 4 février 1994    | Fidji                | 30 (60)             | Lyon OU           | 2023            |
| Joseph Manu                 | 29 juin 1996      | Nouvelle-Zélande     | -                   | Toyota Verblitz   | 2025            |
| Ailiers                     |                   |                      |                     |                   |                 |
| Vinaya Habosi               | 30 janvier 2000   | Fidji                | 13 (25)             | Fijian Drua       | 2023            |
| Wilfried Hulleu             | 27 juin 2002      | France               | -                   | FC Grenoble       | 2025            |
| Wame Naituvi                | 18 mai 1996       | Fidji                | -                   | Stade montois     | 2023            |
| Selestino Ravutaumada       | 17 janvier 2000   | Fidji                | 8 (5)               | Fijian Drua       | 2025            |
| Arrières                    |                   |                      |                     |                   |                 |
| Max Spring                  | 15 mars 2001      | France               | 1 (0)               | Formé au club     | 2020            |

### Encadrement technique 2025-2026

Patrice Collazo en 2025

- Patrice Collazo : Manager
- Frédéric Michalak : Entraîneur des arrières et responsable de l'attaque
- Olivier Azam : Entraîneur des avants
- Julien Brugnaut : Entraîneur de la mêlée
- Joe Rokocoko : Responsable des skills

## Structures

### Stades

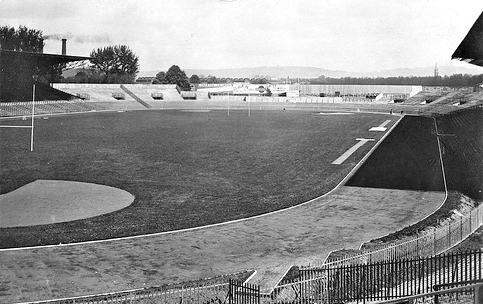
Stade olympique Yves-du-Manoir en 1924.
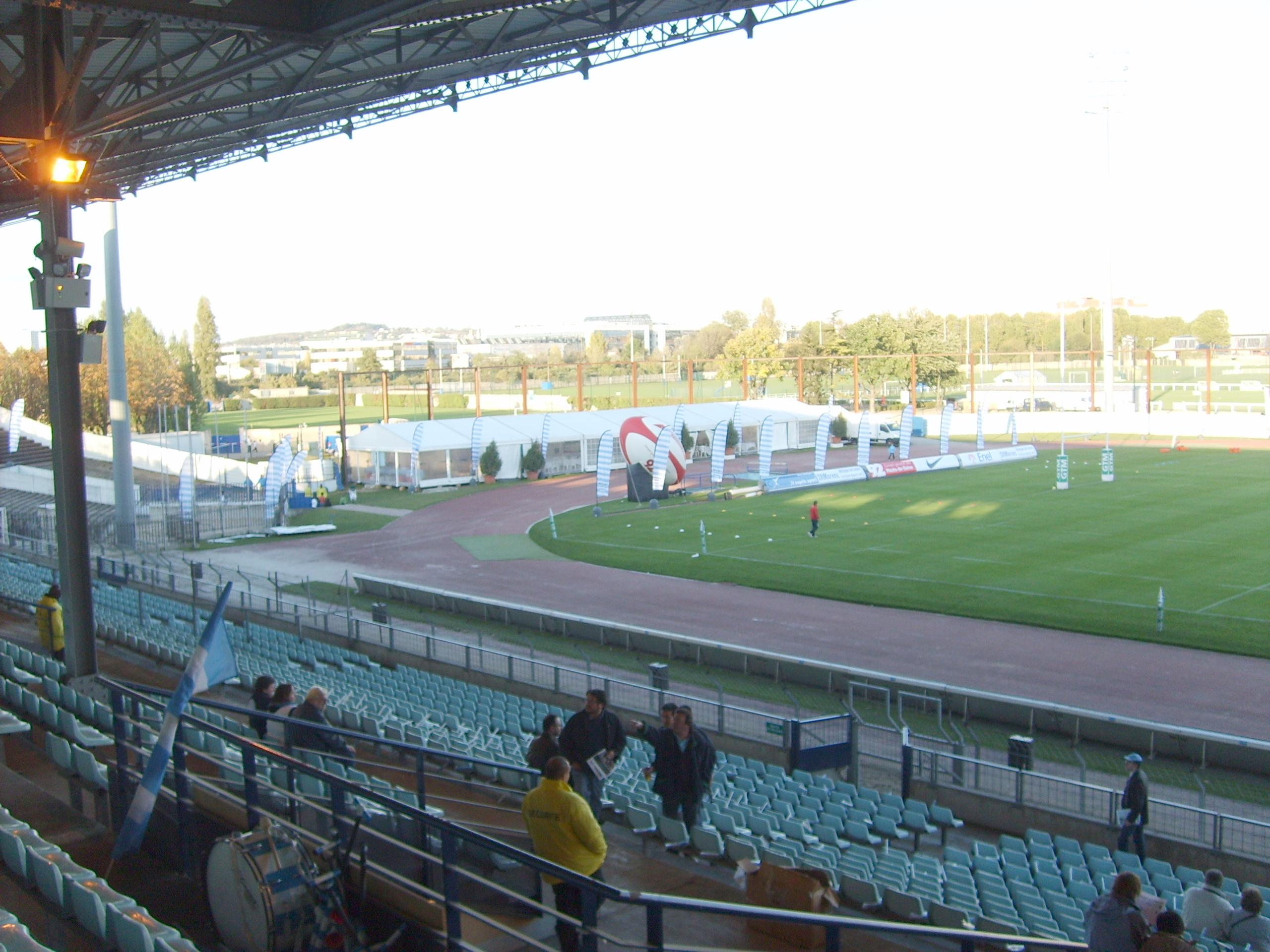
Stade olympique Yves-du-Manoir en 2009.
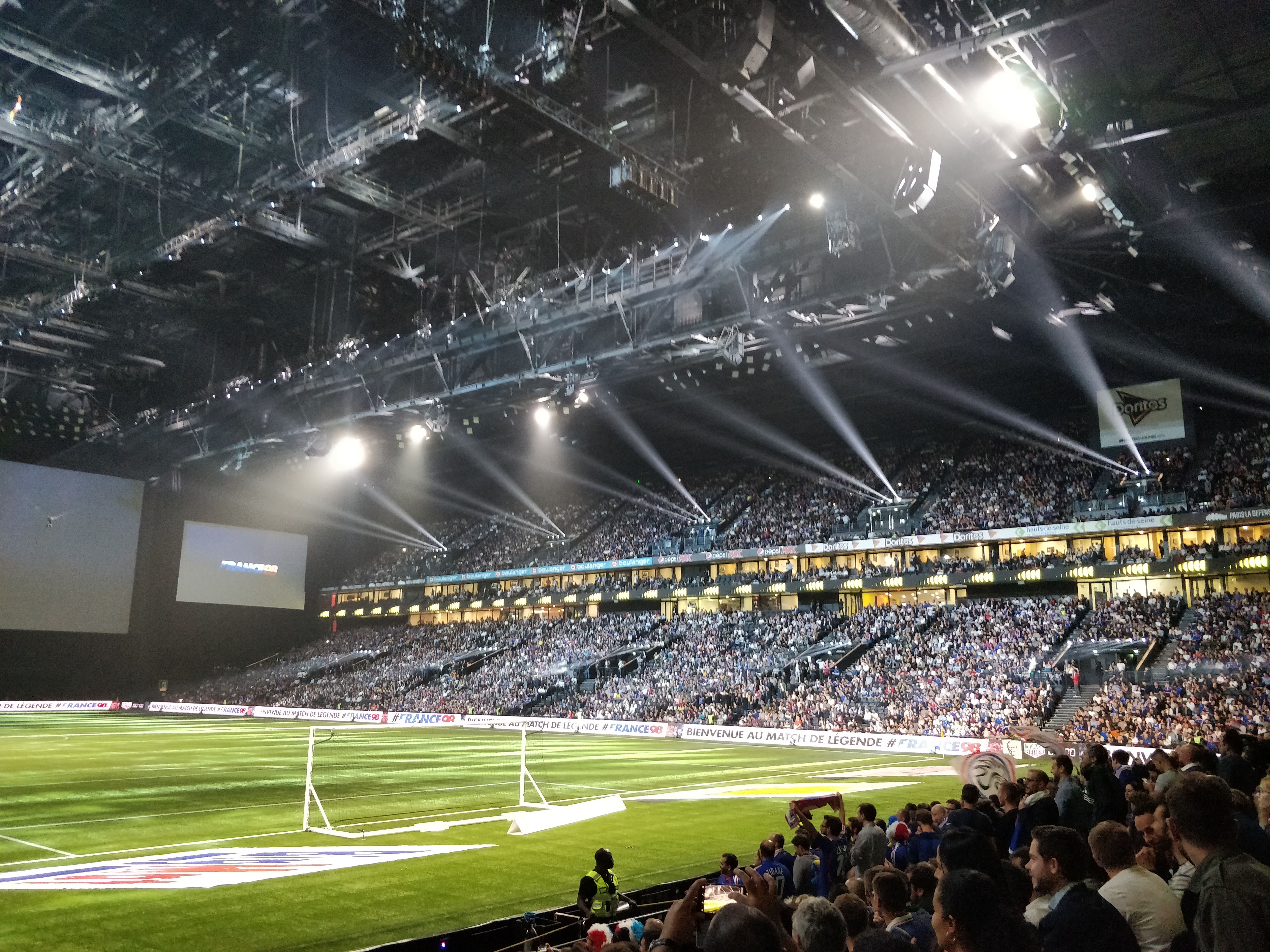
Paris La Défense Arena en 2018

#### Stade olympique Yves-du-Manoir
Le Racing joue dans le stade olympique Yves-du-Manoir depuis le début de son histoire. Sa capacité variera selon les périodes pour finir actuellement à 14 000 spectateurs. Devant l'incapacité de rénover en profondeur le stade pour le futur, Jacky Lorenzetti décide de quitter le vétuste stade de Colombes pour l'U Arena, à Nanterre.

#### Paris La Défense Arena
Ouverte en octobre 2017, l'U Arena, renommée Paris La Défense Arena en 2018, devient le stade permanent du Racing 92 lors de la saison 2017-2018. Le club évolue dans une salle modulable pouvant accueillir jusqu'à 32 000 spectateurs en configuration rugby. Sa construction est financée principalement par la holding du président du Racing 92 Jacky Lorenzetti, Ovalto Investissement.

#### Délocalisation
En 2011, avant la construction de son stade ultramoderne sur le site de La Défense à Nanterre, le Racing Métro 92 applique une politique de délocalisation de certains matchs du Top 14 ou de coupe d'Europe afin d'augmenter la capacité d'accueil et de promouvoir son nom.
Le principal lieu de délocalisation est le Stade de France. Le club y joua pour la première fois le 26 mars 2011 à l'occasion de la 22e journée de Top 14 qui les opposait au Stade toulousain. Le Racing joua devant 76 353 spectateurs. Un trophée nommé Trophée de Coubertin fut mis en jeu grâce à l'initiative de Jacky Lorenzetti et Jean-René Bouscatel, respectivement présidents du Racing Metro 92 et du Stade toulousain.
Depuis l'ouverture de la Paris La Défense Arena, le Racing 92 délocalise ses matches lorsque cette dernière n'est pas libre. Cette pratique permettra au club de jouer un dernier match au stade olympique Yves-du-Manoir de Colombes en mai 2019, stade historique du club.
Le tableau suivant liste les matchs délocalisés par le Racing 92 depuis 2011.
| Compétition                                           | Date              | Domicile        | Score        | Visiteur              | Lieu                                     | Spectateurs |
| ----------------------------------------------------- | ----------------- | --------------- | ------------ | --------------------- | ---------------------------------------- | ----------- |
| 22e journée de Top 14 2010-2011                       | 26 mars 2011      | Racing Métro 92 | (Bo) 43 – 21 | Stade toulousain      | Stade de France, Saint-Denis             | 71 704      |
| 16e journée de Top 14 2011-2012                       | 28 janvier 2012   | Racing Métro 92 | (Bd) 13 – 19 | Stade toulousain      | Stade de France, Saint-Denis             | 44 330      |
| 25e journée de Top 14 2011-2012                       | 5 mai 2012        | Racing Métro 92 | 19 – 13 (Bd) | Stade français        | Stade de France, Saint-Denis             | 41 701      |
| 1re journée de H-Cup 2012-2013                        | 13 octobre 2012   | Racing Métro 92 | 22 - 17 (Bd) | Munster Rugby         | Stade de France, Saint-Denis             | 21 102      |
| 12e journée de Top 14 2012-2013                       | 1er décembre 2012 | Racing Métro 92 | 23 – 15      | Stade français        | Stade de France, Saint-Denis             | 44 622      |
| 5e journée de H-Cup 2012-2013                         | 12 janvier 2013   | Racing Métro 92 | 28 - 37      | Saracens              | Stade de la Beaujoire, Nantes            | 35 085      |
| 23e journée de Top 14 2012-2013                       | 30 mars 2013      | Racing Métro 92 | (Bd) 26 – 27 | Stade toulousain      | Stade de France, Saint-Denis             | 48 171      |
| 1re journée de Top 14 2013-2014                       | 17 août 2013      | Racing Métro 92 | 19 – 14 (Bd) | CA Brive              | Stade Marcel-Deflandre, La Rochelle      | 6 676       |
| 10e journée de Top 14 2013-2014                       | 26 octobre 2013   | Racing Métro 92 | 16 – 12 (Bd) | Stade français        | Stade de France, Saint-Denis             | 25 673      |
| 3e journée de H-Cup 2013-2014                         | 7 décembre 2013   | Racing Métro 92 | 8 - 32 (Bo)  | Harlequins            | Stade de la Beaujoire, Nantes            | 29 395      |
| 17e journée de Top 14 2013-2014                       | 25 janvier 2014   | Racing Métro 92 | 25 – 5       | Stade toulousain      | Stade de France, Saint-Denis             | 35 342      |
| 4e journée de European Rugby Champions Cup 2014-2015  | 13 décembre 2014  | Racing Métro 92 | 18 - 14 (Bd) | Ospreys               | MMArena, Le Mans                         | 16 258      |
| 19e journée de Top 14 2014-2015                       | 7 mars 2015       | Racing Métro 92 | 34 – 29 (Bd) | FC Grenoble           | Stade Océane, Le Havre                   | 13 476      |
| 19e journée de Top 14 2015-2016                       | 26 mars 2016      | Racing 92       | (Bd) 20 - 21 | RC Toulon             | Stade Pierre-Mauroy, Villeneuve-d'Ascq   | 40 500      |
| 22e journée de Top 14 2016-2017                       | 25 mars 2017      | Racing 92       | 27 – 24 (Bd) | ASM Clermont Auvergne | Stade Pierre-Mauroy, Villeneuve-d'Ascq   | 31 432      |
| 26e journée de Top 14 2017-2018                       | 5 mai 2018        | Racing 92       | 42 – 13 (Bo) | SU Agen               | Stade de la Rabine, Vannes               | 7 556       |
| Barrages de Top 14 2018-2019                          | 31 mai 2019       | Racing 92       | 13 – 19      | Stade rochelais       | Stade olympique Yves-du-Manoir, Colombes | 11 498      |
| demi-finale de European Rugby Champions Cup 2021-2022 | 15 mai 2022       | Racing 92       | 13 – 20      | Stade rochelais       | Stade Bollaert-Delelis, Lens             | 15 552      |
| 1re journée de European Rugby Champions Cup 2022-2023 | 10 décembre 2022  | Racing 92       | 10 – 42      | Leinster              | Stade Océane, Le Havre                   | 14 245      |
| 22e journée de Top 14 2022-2023                       | 15 avril 2023     | Racing 92       | 31 – 28 (Bo) | Union Bordeaux Bègles | Stade Bollaert-Delelis, Lens             | 11 000      |
| 25e journée de Top 14 2022-2023                       | 13 mai 2023       | Racing 92       | 43 – (Bo)    | RC Toulon             | Stade Océane, Le Havre                   | 7 072       |
| 23e journée de Top 14 2023-2024                       | 11 mai 2024       | Racing 92       | 28 – 37      | Aviron bayonnais      | Stade de l'Abbé-Deschamps, Auxerre       | 13 500      |
| 25e journée de Top 14 2023-2024                       | 1er juin 2024     | Racing 92       | 24 – 15      | Section paloise       | Stade de l'Abbé-Deschamps, Auxerre       | 11 303      |
| 2e journée de Top 14 2024-2025                        | 14 septembre 2024 | Racing 92       | 33 - 20      | ASM Clermont Auvergne | Stade Dominique-Duvauchelle, Créteil     | 4 000       |
| 4e journée de Top 14 2024-2025                        | 28 septembre 2024 | Racing 92       | 16 - 17      | Stade rochelais       | Stade Dominique-Duvauchelle, Créteil     | 8 400       |
| 6e journée de Top 14 2024-2025                        | 12 octobre 2024   | Racing 92       | 22 - 6       | RC Toulon             | Stade Dominique-Duvauchelle, Créteil     | 6 230       |
| 11e journée de Top 14 2024-2025                       | 30 novembre 2024  | Racing 92       | 17 - 21      | Stade toulousain      | Stade Dominique-Duvauchelle, Créteil     |             |
| 1er journée de Champions Cup 2024-2025                | 7 décembre 2024   | Racing 92       | 23 - 12      | Harlequins            | Stade Dominique-Duvauchelle, Créteil     | 5 497       |